# Ludwig Stubbendorf
Ludwig Stubbendorf, avstrijski jahač in častnik, * 24. februar 1906, Turloff,  † 17. julij 1941, Vzhodna fronta.
Stubbendorff je bil član nemške jahalne ekipe, ki je na poletnih olimpijskih igrah leta 1936 osvojila vse zlate medalje v vseh 6 disciplinah; do sedaj prvi in edini tak uspeh.